# Wittlich

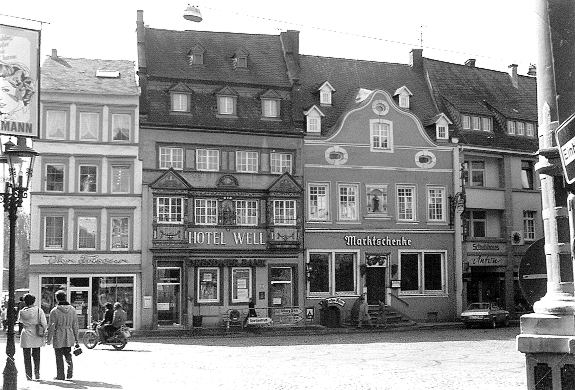
Centraltorget, omkring 1980

Wittlich är en stad i Landkreis Bernkastel-Wittlich i förbundslandet Rheinland-Pfalz i västra Tyskland.